# 공손황
공손황(公孫晃, ? ~ 238년)은 공손강(公孫康)의 장남이다. 공손연(公孫淵)의 친형이다.

## 생애
221년, 공손공(公孫恭)이 수도 낙양(洛陽)으로 공손황을 볼모로 보냈다. 그는 볼모로 보내진 이후, 동생 공손연이 모반을 도모한다고 여러 차례 보고했다.
결국 237년, 공손연은 스스로 연왕(燕王)을 자칭하여 모반을 일으키고 이에 조예(曹叡)는 공손황을 은밀히 죽이려 들었다. 고유(高柔)가 상소를 올려, 공손황에게 죄를 물어 죽이려면 그 죄를 선포하여 공개적으로 참수해야 하고, 공손황이 이전에 진언한 것이 믿을 만하다면 사면시켜 주어야 한다고 해, 상세히 조사하지 않고 비밀리에 처형하려는 것을 비판했다.
그러나 조예는 고유의 상소를 듣지 않고, 공손황과 그 처자에게 금가루가 든 독주를 마시게 하였다. 《위략》에 따르면, 공손연의 머리가 낙양에 이른 후에 공손황은 자신의 죽음을 예측하였으며, 조예는 공손황을 살리려 했으나 담당 관리가 반대하여 공손황을 죽였다.

## 관련 인물
- 공손강
- 공손공
- 공손수
- 공손탁
- 공손연